# Cnidoscolus pavonianus
Cnidoscolus pavonianus là một loài thực vật có hoa trong họ Đại kích. Loài này được (Müll.Arg.) Fern.Casas mô tả khoa học đầu tiên năm 2005.